# 中国科学技术史学会
中国科学技术史学会是中华人民共和国科学技术史工作者组成的群众性学术团体，是中国科学技术协会主管的社会团体，1980年10月成立。

## 外部連結
- 官方网站